# Rosulabryum donianum
Rosulabryum donianum là một loài rêu trong họ Bryaceae. Loài này được Grev. Ochyra mô tả khoa học đầu tiên năm 2003.